# Courtney Vandersloot
Courtney Vandersloot (nascida em 8 de fevereiro de 1989) é uma jogadora norte-americana de basquete. Joga atualmente no Chicago Sky, equipe da WNBA. Ela entrou na liga através do draft de 2011.